# Engel József (szobrász)
Engel József (Sátoraljaújhely, 1815. október 26. – Budapest, 1901. május 30.) szobrász, a klasszicista szobrászat kései képviselője. Szobrainak tárgyát főleg a görög mitológiából merítette, de készített mellszobrokat is.

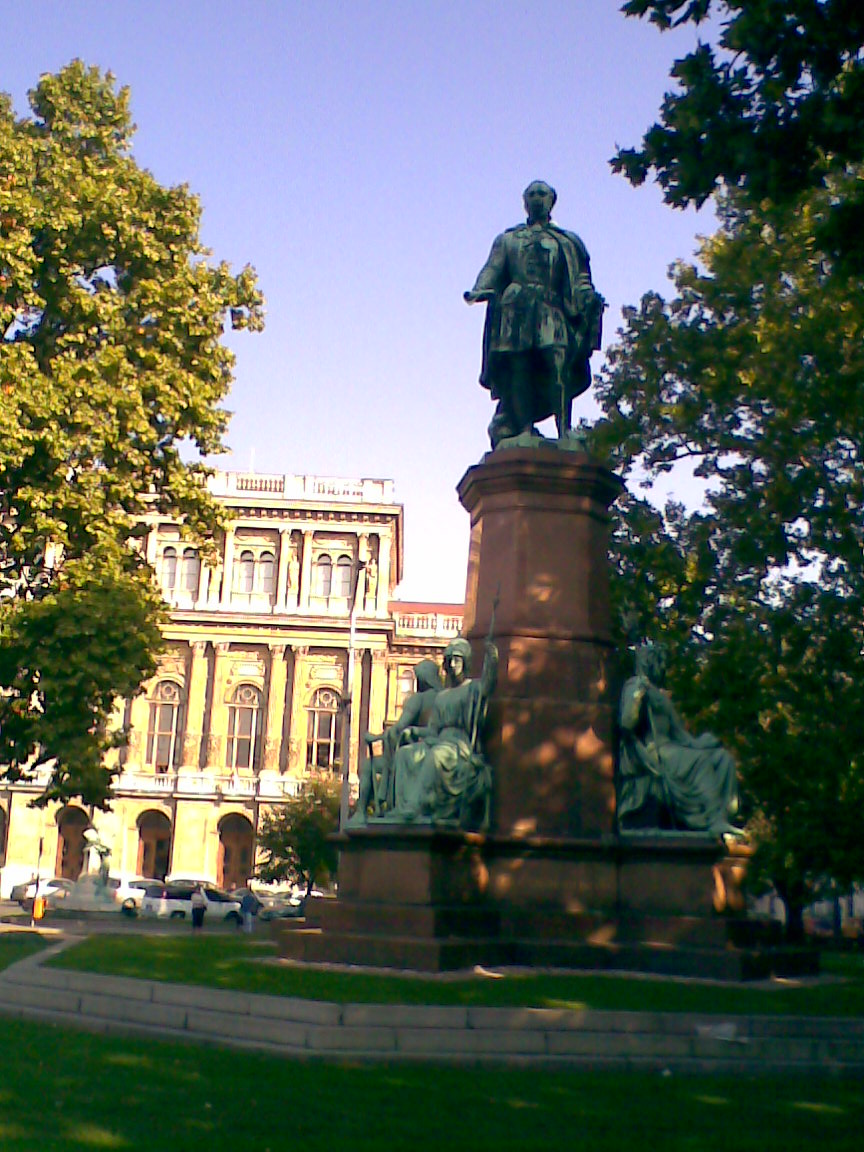
Az 1880. május 23-án felavatott Széchenyi-szobor

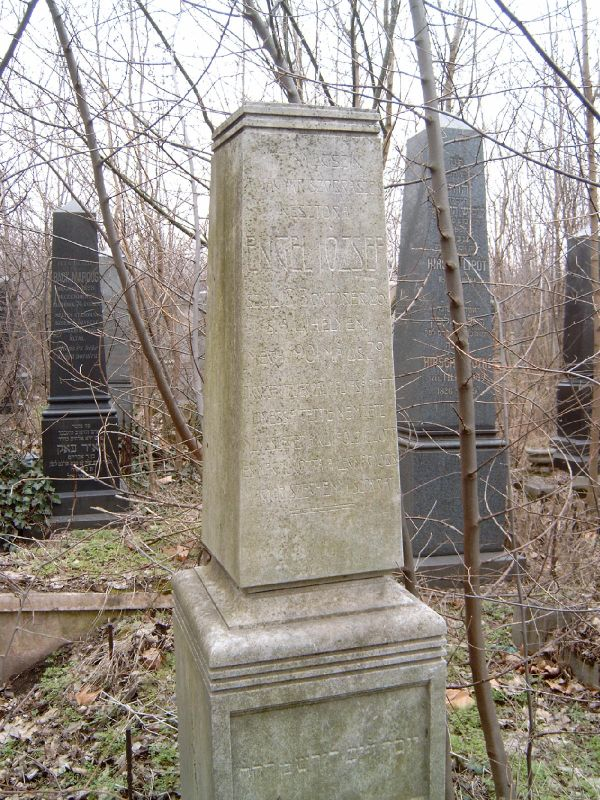
Engel József sírja Budapesten. Kozma utcai izraelita temető: 2-2-5.

## Munkássága
1832-től 1838-ig a bécsi akadémián Schaller tanítványa volt. 1836-ban egy Juno fejjel, 1838-ban Apollójával díjat nyert. Münchenben és Párizsban a múzeumok anyagát tanulmányozta, majd Londonban utazott, ahol eleinte rossz körülmények között élt, kőfaragó mesterként tartotta el magát, csak szabadnapjain készített művészi alkotásokat (Viktória királynő és férje, Albert arcmását). Eszterházy Pál figyelt fel a fiatal szobrászra és közbenjárására beiratkozhatott az Angol Akadémiára. Angliában 1838-1847 között maradt. Az Amazonok küzdelme az Argonauta ellen című munkájának sikere 1846-ban hosszú római tartózkodást tett lehetővé számára (1847-1866). A szobrot Albert herceg rendelte meg Engeltől márványból, miután látta azt a Times elismerő cikkében. A hercegtől kapott díjból tudott Rómába utazni. Ez a szobra szerepelt az 1851-es londoni világkiállításon. 1857-ben Párka című szobra szerepelt a manchesteri világkiállításon, melyet John Bright Salomons lord major megrendelésére készítette.
Hosszas külföldi tartózkodás után, 1866-ban a Széchenyi-szobor pályázat elnyerése után telepedett le véglegesen Budapesten, ahol mint az elmúlt klasszicizmus képviselője az ébredő naturalista szobrászat kezdetén szinte elszigetelt jelenség volt.
Az 1866. évi Széchenyi-szobor pályázaton, melyre még Londonból küldte pályamunkáját, 17 pályázó - köztük Dunaiszky László, Marschalkó János, Vay Miklós báró, főleg pedig Izsó Miklós - elől nyerte el az első díjat és megbízást, 1873-ban pedig a talapzat ülő alakjaival (Minerva, a tudomány, Neptunus, a hajózás, Vulcanus, az ipar és Ceres, a földművelés allegóriájaként) a második új pályázatot. A sokszor támadott Széchenyi-szobor lett élete tragikuma és sok mellőztetésének oka, mint a posta-és távírdaépület dekoratív szobrainak (1870), továbbá az operaház és a Deák-mauzóleum szobrainak pályázatán (1880). Az általa készített Széchenyi-szobornál ugyanis sokan jobbnak vélték az Izsó Miklós által tervezettet. 1872-ben küldték el a gipszmintát Bécsbe, ahonnan az ércszobor 1880-ban érkezett vissza.
Későbbi sikerei voltak még az 1873. évi bécsi világkiállítás nagy aranyérme (Életre ébredő Éva című szobrával) és az 1889. évi párizsi világkiállítás bronzérme. Itthon utoljára az 1885-i országos kiállítás műcsarnoki kiállításán szerepelt néhány régebbi, a maguk idejében nagy sikerű munkájával. 1880 után alig dolgozott már, és félig elfeledve halt meg.
Pártfogói voltak: Viktória brit királynő, Albert herceg, Esterházy Pál herceg, londoni nagykövet, valamint Sir David Salomons londoni lordmajor. E londoni időkben készült az Amazonok harca az argonautával, márványcsoport (Osborne House-ban Wight szigetén), valamint az Apollón és a hórák (1846. a pesti műegyletben kiállítva).
London után második hazája Róma lett (1846), ahol lassanként ismert művésszé vált és mágnásokon kívül uralkodók, mint I. Vilmos porosz király, Miklós cár, Edward walesi herceg és I. Lajos bajor király fordultak meg műtermében. Rómában alkotja ama klasszicista szellemű zsánerszobrait, melyek nevét máig megőrizték: Akhillész átengedi Pentheszileia holttestét (Gipszpéldánya a Szépművészeti Múzeumban); Fonópárka, Ártatlanság.
Legismertebb szobrai: az Életre ébredő Éva, a Fekvő Ámor (Szépművészeti Múzeum), továbbá a Vadászat előtt és a Vadászat után, a Vadásznők és a Fiatal lány Ámorral. Engel gróf Pejachevich Pál megbízásából készített egy másik Éva szobrot is, de az egy tűzvészben odaveszett.
Rómában készítette John Bright Salomons lord major, Wudhom angol műgyűjtő, Prokesch Edmund orientalista és Pejachevich Pál gróf, Viktória királynő mellszobrait. Budapesten Balassa János orvostanár, gróf Teleki Sándorné, továbbá Kántorné, Szerdahelyi Kálmán, Szigligeti Ede, Nádasdy Ferenc altábonagy mellszobrait a Nemzeti Színház; Mátyás király, Mária Terézia, Pázmány Péter, Révai Miklósét a Magyar Nemzeti Múzeum részére.